# Fritzi Jokl
Fritzi Jokl (Viena, 23 de març de 1895 - Nova York, 15 d'octubre de 1974) fou una soprano austríaca.
Va començar a cantar òpera professionalment a Frankfurt, quan encara era molt jove, i després a Colònia, Berlín i Múnic. Potser el seu major èxit va ser cantar Zerbinetta, amb la direcció de Strauss. També va ser una celebrada Susanna, Gilda, Nedda, Olympia, Marzelline ... A causa dels seus orígens jueus, es va veure obligada a abandonar Alemanya als anys trenta, es va establir als Estats Units i va intentar iniciar-hi una carrera operística però no va poder ser i es va jubilar quan només tenia quaranta anys.
La temporada 1927-1928 va cantar al Gran Teatre del Liceu de Barcelona.